# Robert Steinmann
Robert Steinmann (* 12. Dezember 1974 in Dingolfing) ist ein ehemaliger deutscher Eishockeyspieler (Verteidiger).

## Karriere
Steinmann begann seine Karriere in der Saison 1993/94 in der Eishockey-Bundesliga beim EV Landshut, den er allerdings zur Saison 1994/95 verließ, um zum EHC Straubing in die 1. Liga Süd zu wechseln. Nach seiner Zeit in Straubing unterschrieb Steinmann beim TSV Erding einen Vertrag für die Saison 1995/96 und spielte bis zur Saison 1998/99 in Erding.
Zu Beginn der Saison 1999/00 wechselte Steinmann dann zum EV Regensburg in die Oberliga, für den er ein Jahr lang aufs Eis ging, bevor er zur Saison 2000/01 zum TSV Erding zurückkehrte. Im Jahr 2002 zog es Steinmann dann zum EHC München in die Bayernliga, mit dem ihm die sportliche Qualifikation für die Oberliga Saison 2003/04 und in der Saison 2004/05 der Aufstieg in die 2. Bundesliga gelang.
Trotz dieses Erfolgs verließ Steinmann den EHC München nach dem Aufstieg und kehrte zum TSV Erding zurück, bei dem er bis 2010 spielte und das Amt des Assistenzkapitäns innehatte.
Außerdem war er zeitweise Trainer der Schüler des TSV Erding.

## Karrierestatistik
(Legende zur Spielerstatistik: Sp oder GP = absolvierte Spiele; T oder G = erzielte Tore; V oder A = erzielte Assists; Pkt oder Pts = erzielte Scorerpunkte; SM oder PIM = erhaltene Strafminuten; +/− = Plus/Minus-Bilanz; PP = erzielte Überzahltore; SH = erzielte Unterzahltore; GW = erzielte Siegtore; 1 Play-downs/Relegation; Kursiv: Statistik nicht vollständig)